# Nasturtiopsis
Nasturtiopsis é um género botânico pertencente à família Brassicaceae.